# Spirita Nanda
 (juillet 2025).
Spirita Nanda est une artiste soul, née à Brazzaville en République du Congo de parents camerounais.

## Biographie
Née le 27 mai 1985 à Brazzaville de parents camerounais, la musique est une passion pour elle. Elle sera épaulée par sa famille, ce qui va lui permet de participer à des shows universitaires et au concours Nescafé organisé en 2005 à Buea, au Cameroun. Basée à Pointe-Noire, elle a su s'imposer par un savoir faire artiste. Passionnée de mode, Spirita a créée sa propre marque de lunette et sneakers Customisées KENZI.

## Carrière
Elle contracte le goût de la musique auprès de ses sœurs avec qui elle participe à plusieurs concours de chant au Cameroun, avant de composer sa première mélodie en 1997.